# Reinhold Schlothauer
Reinhold Schlothauer (* 12. Februar 1948 in Eschwege) ist ein deutscher Strafverteidiger und Rechtswissenschaftler.

## Leben
Schlothauer studierte von 1967 bis 1972 Jura an den Universitäten Marburg und Bonn. 1976 promovierte Schlothauer an der Universität Bremen zum Thema Zur Krise der Verfassungsgerichtsbarkeit und ist seit demselben Jahr am Landgericht Bremen als Rechtsanwalt zugelassen. 1982 erhielt er die Zulassung als Anwalt beim Hanseatischen Oberlandesgericht Bremen. Er lehrt seit 1988 an der Universität Bremen und ist dort seit 1994 Honorarprofessor. Schlothauer ist ferner Mitglied des Strafrechtsausschusses der Bundesrechtsanwaltskammer und Beiratsmitglied beim Fachinstitut Strafrecht des Deutschen Anwaltsinstituts.
Schlothauer wurde als Fachanwalt für Strafrecht zugelassen und gehört der Bremer Rechtsanwalts- und Notars-Sozietät Joester & Partner an. Er war unter anderem als Strafverteidiger in dem Strafprozess in der Folge des Konkurses der Bremer Großwerft Bremer Vulkan AG und im Prozess um den Unfall auf der Transrapid-Versuchsanlage Emsland vom 22. September 2006 tätig.
Als Wissenschaftler befasst er sich mit Straf- und Strafprozessrecht sowie mit der Kriminalpolitik in Europa. Schlothauer verfasste, teils als Co-Autor, mehrere Fachbücher vor allem zur Strafverteidigung, die zum Teil mehrere Auflagen erfuhren. Zudem verfasste er mehrere Beiträge zum Münchener Anwaltshandbuch Strafverteidigung. Er war 1980 Mitgründer der juristischen Fachzeitschrift Strafverteidiger, deren Redaktion er seitdem angehört.

## Ehrungen
- 2001: Max-Alsberg-Preis der Vereinigung Deutsche Strafverteidiger e. V.; zusammen mit Klaus Lüderssen und Hans-Joachim Weider für das gemeinsame langjährige Engagement in der Redaktion der Fachzeitschrift Strafverteidiger.

## Publikationen
- Zur Krise der Verfassungsgerichtsbarkeit. Neuere Ansätze zur Methodik der Verfassungsinterpretation. Untersucht am Beispiel Horst Ehmke, Peter Häberle, Konrad Hesse, Martin Kriele und Friedrich Müller. Europäische Verlagsanstalt, Köln u. a. 1979, ISBN 3-434-25108-1 (zugleich Dissertation, Universität Bremen, 1976).
- Vorbereitung der Hauptverhandlung durch den Verteidiger. Mit notwendiger Verteidigung und Pflichtverteidigung (= Praxis der Strafverteidigung, Bd. 10). 2., neu bearbeitete und erweiterte Auflage. C.F. Müller Verlag, Heidelberg u. a. 2001, ISBN 3-8114-1798-3.
- zusammen mit Martin Niemöller und Hans-Joachim Weider: Gesetz zur Verständigung im Strafverfahren. Kommentar. Verlag C. H. Beck, München 2010, ISBN 978-3-406-59777-0.
- zusammen mit Hans-Joachim Weider: Untersuchungshaft. Mit Erläuterungen zu den UVollzG der Länder (= Praxis der Strafverteidigung, Bd. 14). 4., neu bearbeitete und erweiterte Auflage. C.F. Müller Verlag, Heidelberg u. a. 2010, ISBN 978-3-8114-3494-3. (Rezension von Michael Hettinger im Fachbuchjournal).
- zusammen mit Hans-Joachim Weider: Verteidigung im Revisionsverfahren – Praxis der Strafverteidigung, Bd. 23.  C.F. Müller Verlag, Heidelberg u. a. 2013, ISBN 978-3-8114-4105-7.